# Zbigniew Maj
Zbigniew Maj (ur. 6 grudnia 1971 w Kaliszu) – polski oficer, Inspektor Policji, Komendant Główny Policji w latach 2015–2016.

## Życiorys

### Wykształcenie
W latach 1995–1997 studiował na Wydziale Rolnym Akademii Rolniczej w Poznaniu. Studia ukończył zdobyciem tytułu magistra. 
W latach 1997–1998 uczęszczał do Wyższej Szkoły Policji w Szczytnie, gdzie uzyskał tytuł Oficera Policji.
W roku 2022 ukończył studia podyplomowe Master of Business Administration w Wyższej Szkole Kadr Menadżerskich w Koninie.
W dniu 25 października 2023 uzyskał stopień doktora w dziedzinie nauk społecznych w dyscyplinie nauki o polityce i administracji (Uchwała nr 921 Senatu Uniwersytetu Zielonogórskiego).

### Działalność zawodowa
Od 1996 służy w polskiej Policji. Pracę zawodową zaczynał w Policji w Kaliszu w wydziale przestępczości gospodarczej. Od początku powstania Centralnego Biura Śledczego Policji (początek 2000 r.) pracował jako czynny funkcjonariusz a później specjalista osiągając kolejne szczeble awansu zawodowego. W latach 2002–2010 jako specjalista, później Naczelnik Wydziału CBŚ w Kaliszu, Naczelnik Zarządu w Bydgoszczy, Naczelnik Zarządu w Krakowie oraz Naczelnik Zarządu w Poznaniu.
W latach 2010–2013 był Zastępcą Dyrektora Centralnego Biura Śledczego Komendy Głównej Policji a w latach 2013–2015 był zastępcą Komendanta Wojewódzkiego Policji w Gdańsku ds. kryminalnych. 
11 grudnia 2015 otrzymał nominację na funkcję Komendanta Głównego Policji. 11 lutego 2016 złożył rezygnację z tego stanowiska, dymisja została przyjęta cztery dni później.
16 maja 2018 został zatrzymany przez CBA na polecenie Podkarpackiego Wydziału Zamiejscowego Departamentu ds. Przestępczości Zorganizowanej i Korupcji Prokuratury Krajowej w Rzeszowie. Prokuratura poinformowała, że w okresie od 1 stycznia do 10 lutego 2016 roku – gdy Zbigniew Maj sprawował funkcję Komendanta Głównego Policji – ujawnił trzem nieuprawnionym osobom informacje o czynnościach operacyjno‑rozpoznawczych w postępowaniach wobec osób oskarżonych o zabójstwo. Prokuratora wskazała również, że nakłaniał byłych dyrektorów delegatur CBA do przekraczania uprawnień służbowych poprzez ujawnianie niejawnych informacji związanych ze śledztwami. Według doniesień, Prokuratura Krajowa w sierpniu 2020 roku po 6 latach śledztwa umorzyła wszystkie zarzuty, jednak w 2021 roku Prokuratura przedłożyła akt oskarżenia, a 14 lutego 2023 r. w Sądzie Rejonowym dla Warszawy‑Mokotowa rozpoczął się proces wobec byłego komendanta i dwóch dyrektorów delegatur CBA, prowadzony z wyłączeniem jawności. 
W wyborach samorządowych w 2018 kandydował na urząd prezydenta Kalisza.
W latach 2021–2024 był pełnomocnikiem zarządu ds bezpieczeństwa spółki Unipetrol Orlen.
Według informacji mediów, 28 lutego 2025 roku Zbigniew Maj został zatrzymany przez CBA na lotnisku Chopina. 2 marca 2025 roku Sąd Rejonowy dla Wrocławia‑Śródmieścia zastosował wobec niego trzymiesięczny areszt tymczasowy. Postawiono mu pięć zarzutów udziału w zorganizowanej grupie przestępczej, której celem było popełnianie przestępstw skarbowych, gospodarczych oraz utrudnianie działania wymiaru sprawiedliwości. Według przedstawicieli Prokuratury Okręgowej we Wrocławiu, miał ujawniać szczegóły prowadzonych śledztw albo próbować je utrudniać poprzez wpływanie na przebieg postępowań prokuratorskich.

## Odznaczenia
- Srebrny Krzyż Zasługi (2011)[15]
- Złota Odznaka Zasłużony Policjant (2010)
- Brązowy Medal za Długoletnią Służbę[1] (2009)
- Brązowy Krzyż Zasługi (2005)[1][16]
- Brązowa Odznaka Zasłużony Policjant (2005)